# Dalma Rushdi Malhas
Dalma Rushdi Malhas (Ohio (VS), 1 februari 1992) is een Arabisch-Amerikaans springruiter. Ze is geboren in de Verenigde Staten, grotendeels opgegroeid in Europa en komt in wedstrijden uit voor Saoedi-Arabië.
Malhas was de eerste vrouwelijke sporter die in een Olympisch toernooi voor Saoedi-Arabië uitkwam toen ze in 2010 deelnam aan de paardensport van de Olympische Jeugdzomerspelen 2010 in Singapore. Ze deed daar mee op uitnodiging van het IOC en won brons in de individuele wedstrijd. Voorafgaand aan de Olympische Zomerspelen 2012 werd de druk groter op het Saoedisch Olympisch Comité om ook vrouwen toe te laten en Malhas werd gezien als een serieuze kanshebber om ook de eerste Saudische vrouw op de Olympische Spelen te worden maar ze wist zich niet voor Londen te plaatsen.